# Trichocephala angolensis
Trichocephala angolensis är en skalbaggsart som beskrevs av Jan Krikken 1983. Trichocephala angolensis ingår i släktet Trichocephala och familjen Cetoniidae. Inga underarter finns listade i Catalogue of Life.